# نولدور
| دوره اول     | زمان حضور  |
| تاتا         | یابنده     |
| فینارفین     | رهبر       |
| سرزمین میانی | خانهٔ جهانی |
| کوئنیا       | زبان       |
| تیریون       | پایتخت     |
| ------------ | ---------- |

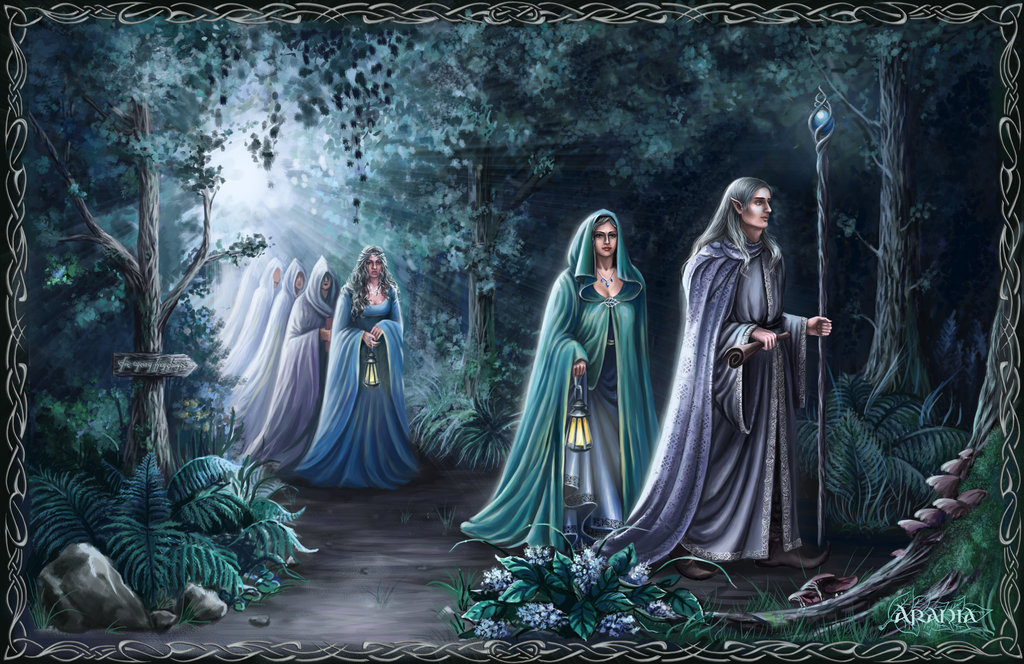
برداشت یک هنرمند از خروج الف ها از سرزمین میانه

در کارهای جان رونالد روئل تالکین، نولدور الف‌های طایفهٔ دوم هستند، کسانی که به والینور مهاجرت و در الدامار زندگی کردند. نولدور، در زبان سیندارین گالادریم یا گادهلیم، و توسط تله‌ری در تول ارسئا گولدوی نامیده می‌شوند. شکل مفرد کوئنیایی این اسم نولدو و صفت آن نولدورین است. نولدور دومین طایفهٔ الف‌ها هم در اندازه و هم در ترتیب سفر کردن‌شان‌اند، بقیه طایفه‌ها نیز وانیار و تله‌ری هستند. مانند تله‌ری آن‌ها نیز معمولاً موهای تیره و چشم‌های قهوه‌ای دارند (به جز آن‌هایی که خون وانیار را در رگ‌های‌شان دارند، برجسته‌ترین اعضای خاندان فینارفین).

## فرهنگ
مشخص‌ترین ویژگی دربارهٔ فرهنگ نولدوری علاقه‌شان به صنایع دستی است. این هنر از جواهرسازی تا قلاب‌دوزی و هنر در زمینهٔ زبان است. آن‌ها غرور زیادی در این هنر داشتند که اثر جانبی تأسف‌بار از این یک تکبر بود که نولدورها را گرفتار کرد و بعداً باعث مصیبت بزرگی شد. همچنین نولدور بیش‌تر از وانیار، تله ری و آواری علاقه‌مندِ زندگی و ساخت شهرهای بزرگ بودند. نولدور بیشتر طرفدار زندگی کردن و ساختن شهرهای بزرگ بودند تا وانیار، تله ری و آواری. شهرهای آنها معمولاً در ژرفای کوهستان در مقابل سواحل و خانه‌های چوبی تله ری و خانه‌های اشتراکی وانیار در والار بودند. آن‌ها اسب‌ها و سگ‌ها را نیز رام کرده بودند.

## ظاهر
نولدور بلندقد و عضلانی بودند. رنگ موی‌شان معمولاً قهوه‌ای خیلی تیره بوده است. (طبق نظر تالکین، الف‌ها موهای کاملاً سیاهی نداشتند)، اما مو قرمز و حتی مو نقره‌ای بین آن‌ها وجود داشته است. چشم‌های‌شان معمولاً قهوه‌ای یا تیره بوده است.
به نظر می‌رسد ازدواجِ میان قبیله‌ای بین آن‌ها عادی بوده، و نولدور گاهی اوقات هم با تله‌ری و هم با وانیار ازدواج می‌کردند، که به خوبی با هر دو قبیله در والینور آشنا می‌شوند.

## پادشاهان بلند مرتبه نولدور

### در والینور
1. فینوه، اولین پادشاه نولدور
2. فئانور، فرزند ارشد فینوه؛ او بعد از مرگ پدرش این لقب را ادعا کرد، اگر چه تعداد قابل توجه نولدور مخالف این موضوع بودند.
3. فینارفین، سومین پسر فینوه؛ در آمان به تعداد باقی‌مانده نولدور حکومت می‌کند.

### در سرزمین میانی
1. فئانور، اسماً برای چند ماه تا قبل از کشته شدنش در داگور- نیون-گیلیاث (نبرد زیر ستارگان) پادشاه بلند مرتبه الف‌ها بود؛ و مایدروس در همان زمان دستگیر شد و تا رهایی او برای سلطنت تصمیم گیری نشد.
2. فینگولفین، از وقتی شاه شد که مایدروس از ادعای تاج و تخت دست کشید.
3. فینگون، اولین پسر فینگولفین
4. تورگون، دومین پسر فینگولفین
5. گیل گالاد، پسر فینگون، پسر فینگولفین آخرین پادشاه عالی رتبه نولدور در تبعید.

در والینور به فرمانروای نولدوری به سادگی پادشاه نولدور عنوان داده می‌شد. عنوان «پادشاه بلند مرتبه» (به انگلیسی: High King) (همانطور که برای الف‌ها در والینور استفاده می‌شود) برای اینگوه، فرمانروای وانیار، اختصاص یافت. فرمانروایان نولدور نیز عنوان پادشاهان بلند مرتبه را در سرزمین میانی برای خود پنداشتند.
معلوم نیست که فینوه چطور پادشاه شده‌است: او ممکن است به این دلیل که از نوادگان نولدوری فرزندان تاتا بوده‌است، یا همین که مقام سفارت والار را بر عهده داشته‌است باعث شده که بتواند رهبر شود. نولدور کاخ‌های شاهانه زیادی نزدیک کاخ فینوه دارند مانند گلروفیندل گوندولین و گویندور نارگوتروند، درحالی که با فینوه ارتباطی ندارند، اما در حق خودشان شاهزاده هستند. این خانه‌های کوچک‌تر هیچ قلمرویی را نگه نداشته‌اند، به هر حال، همهٔ قلمروهای نولدوریِ بلریاند و بعداً اریادور توسط نوادگان فینوه حکومت شدند.